# Emory-Meadow View
Emory-Meadow View és una concentració de població designada pel cens dels Estats Units a l'estat de Virgínia. Segons el cens del 2000 tenia 2.266 habitants.

## Demografia
Segons el cens del 2000, Emory-Meadow View tenia 2.266 habitants, 652 habitatges, i 474 famílies. La densitat de població era de 98,5 habitants per km².
Dels 652 habitatges en un 30,1% hi vivien nens de menys de 18 anys, en un 62% hi vivien parelles casades, en un 7,7% dones solteres, i en un 27,3% no eren unitats familiars. En el 23% dels habitatges hi vivien persones soles el 10% de les quals corresponia a persones de 65 anys o més que vivien soles. El nombre mitjà de persones vivint en cada habitatge era de 2,47 i el nombre mitjà de persones que vivien en cada família era de 2,91.
Per edats la població es repartia de la següent manera: un 15,3% tenia menys de 18 anys, un 32,7% entre 18 i 24, un 19,7% entre 25 i 44, un 20,5% de 45 a 60 i un 11,8% 65 anys o més.
L'edat mediana era de 27 anys. Per cada 100 dones de 18 o més anys hi havia 92,1 homes.
La renda mediana per habitatge era de 31.250 $ i la renda mediana per família de 35.417 $. Els homes tenien una renda mediana de 25.500 $ mentre que les dones 16.689 $. La renda per capita de la població era de 15.750 $. Entorn del 12,9% de les famílies i el 15,2% de la població estaven per davall del llindar de pobresa.

## Poblacions més properes
El següent diagrama mostra les poblacions més properes.